# Shaima Rezayee
Shaima Rezayee, en darí: شیما رضایی‎ ; (1981 – 18 de mayo de 2005) fue una presentadora de televisión afgana, que trabajaba en el canal musical afgano Tolo TV. Rezayee fue una estrella en ascenso en el Afganistán posterior al régimen talibán, especialmente muy popular entre los jóvenes. También fue la primera mujer presentadora de música de estilo occidental que apareció en televisión en la conservadora historia de Afganistán.
En marzo de 2005, Shaima Rezayee perdió su trabajo en el popular programa Hop, un programa afgano con contenidos similares a los del canal mundial de vídeos musicales MTV, después de que el programa fuera criticado por los clérigos islámicos locales. Uno de los más críticos con Hop fue Fazl Hadi Shinwari, presidente del Tribunal Supremo afgano.
Se le citó diciendo: "Esto [Hop] corromperá nuestra sociedad, cultura y, lo que es más importante, alejará a nuestra gente del Islam y destruirá nuestro país... Esto hará que nuestra gente acepte otra cultura. Hará que nuestro pueblo acepte otra cultura y convertirá a nuestro país en el hazmerreír de todo el mundo".
La propia Rezayee fue uno de los principales focos de las críticas, sobre todo por su estilo de vestir occidental, que las autoridades religiosas consideraban que «corrompía» a la juventud afgana. Rezayee, la única presentadora femenina del programa, había huido con su familia de su casa en Kabul al vecino Pakistán durante los cinco años que los talibanes controlaron Kabul.
El 18 de mayo de 2005, Rezayee fue asesinada a tiros en su casa de Char Qala, un barrio de Kabul. Fue la primera periodista asesinada en Afganistán desde el final de la guerra civil afgana, en 2001. La organización de defensa de la libertad de prensa Reporteros sin Fronteras y las autoridades locales creen que su asesinato estuvo relacionado con su trabajo como presentadora en Tolo TV. Tolo TV es la primera cadena de televisión privada creada en Afganistán. Hasta ese momento, en Kabul sólo había un canal de televisión, dirigido y controlado por el gobierno.